# Phungia
Phungia là một chi bọ cánh cứng trong họ Mordellidae.
Chi này được miêu tả khoa học năm 1922 bởi Pic.

## Các loài
Chi này gồm các loài:
- Phungia camerunensis Ermisch, 1950
- Phungia rufa (Pic, 1932)
- Phungia rufa Pic, 1922
- Phungia scraptiiformis (Franciscolo, 1961)
- Phungia trotommoides (Franciscolo, 1962)